# Harmattan

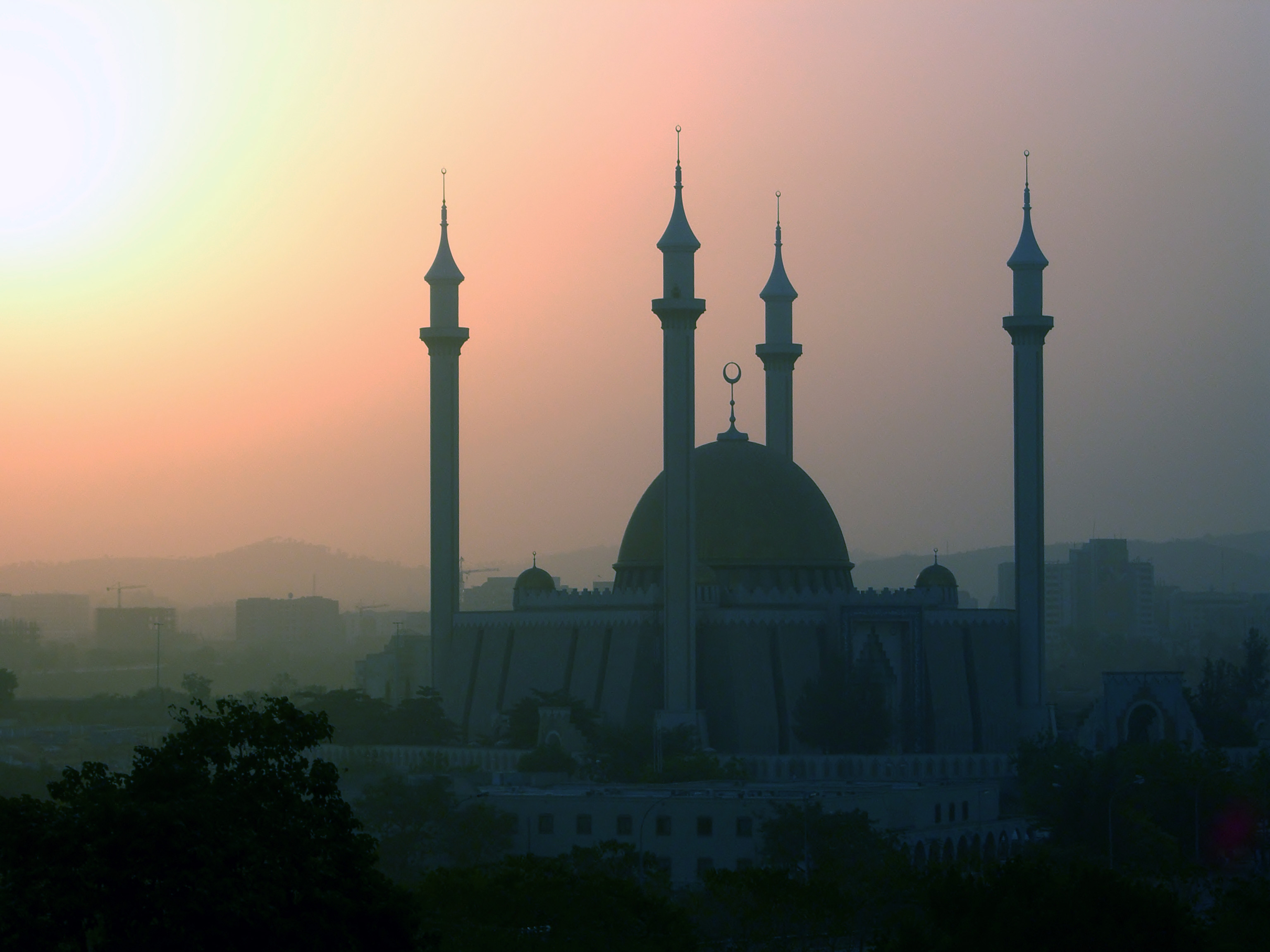
Az abujai nemzeti mecset Nigériában porfelhőben

A harmattan szél forró, száraz, nyugat-afrikai passzátszél. A Szahara felől fúj északkeleti vagy keleti irányból a Guineai-öböl felé november vége és március közepe között. Általában sok port szállít, mivel a Szahara felett felkapja az apró, 0,5-10 mikrométer méretű porszemcséket, amiket akár több száz kilométerre az Atlanti-óceán fölé szállít. A szél ereje változó.

## Hatása
Néhány nyugat-afrikai országban a levegőben lebegő sok por, hasonlóan a sűrű ködhöz,  jelentősen korlátozza a látási viszonyokat harmattan idején. A levegő páratartalma jelentősen lecsökken, néha akár 15%-ra is, ami már orrvérzést és a bőr berepedezését is okozhatja.
A nappalok rendkívül melegek, az éjszakák hidegek lesznek. A por nagy részét a növényzet vagy a tavak és folyók fogják fel, a többi az Atlanti-óceánba kerül. A legtöbb port északon fogja fel a növényzet és a vizek. Dél felé haladva a por finomabb és több a szervesanyag-tartalma is.
A por gyakran okoz gondot a légitársaságoknak a repülésben az egész térségben.